# ألفرد إس. هارتويل
ألفرد إس. هارتويل هو محامي وقاضي وسياسي أمريكي، ولد في 11 يونيو 1836 في ناتيك في الولايات المتحدة، وتوفي في 30 أغسطس 1912 في هونولولو في الولايات المتحدة. نشط حزبياً في الحزب الجمهوري. وقد انتخب عضو مجلس نواب ماساتشوستس ‏.